# Leucostethus dysprosium
Leucostethus dysprosium – słabo poznany gatunek płaza bezogonowego z neotropikalnej rodziny drzewołazowatych (Dendrobatidae).

## Systematyka
Istnieją wątpliwości co do ważności tego taksonu jako osobnego gatunku. Być może jest to synonim innego gatunku.

## Występowanie
Płaz ten występuje tylko w zachodniej Kolumbii (jest gatunkiem endemicznym). Jest znany tylko z miejsca typowego w Parku Narodowym Las Orquídeas w gminie Urrao w departamencie Antioquia, na wysokości 1300–1400 m n.p.m.
Brak informacji na temat siedlisk zajmowanych przez ten gatunek i jego ekologii.

## Rozmnażanie
Kijanki prawdopodobnie rozwijają się w środowisku wodnym.